# Tuková hypotéza
Tuková hypotéza, někdy cholesterolová hypotéza, je lékařská teorie deklarující vztah mezi hladinami cholesterolu v krvi a výskytem srdečních onemocnění. Závěr z roku 1976 zněl: „opatření používaná ke snížení plazmatických lipidů u pacientů s hyperlipidemií vedou ke snížení nových příhod onemocnění srdce“. Jinak řečeno „snižování hladiny cholesterolu v krvi … významně snižuje koronární onemocnění srdce“.
Kumulace důkazů vedla k přijetí lipidové hypotézy většinou lékařské komunity; avšak menšina alternativních vědců tvrdí, že důkazy ji nepodporují a že existují jiné mechanismy nezávislé na hladině cholesterolu v krvi.

## Historický vývoj
Německý patolog Rudolf Virchow popsal akumulaci lipidů (termín pro molekuly rozpustné v tucích) v arteriálních stěnách. V roce 1913 studie Nikolaje Anitschkowa ukázala, že u králíků požírajících cholesterol se vyvinuly léze v tepnách podobné ateroskleróze, což naznačovalo roli cholesterolu při aterogenezi. V roce 1951 bylo akceptováno, že ačkoli příčiny ateromu jsou dosud neznámé, ukládání tuku byla hlavním rysem chorobného procesu. Tukové skvrny nebo pruhy tepen jsou počáteční lézí aterosklerózy a … mohou se vyvinout do pokročilejších lézí této nemoci.“

### Keys a studie ze sedmi zemí
S nástupem názoru, že kardiovaskulární onemocnění jsou hlavními příčinami úmrtí v západním světě v polovině 20. století získala lipidová hypotéza větší pozornost. Ve čtyřicátých letech výzkumník z University of Minnesota, Ancel Keys, předpokládal, že zjevná epidemie srdečních záchvatů u mužů středního věku v Americe souvisí s jejich modelem života a možná změnou fyzikálních vlastností. Nejprve prozkoumal tuto myšlenku ve skupině obchodníků z Minnesoty a zaměstnanců, které přijal do prospektivní studie v roce 1947, což je první z mnoha kohortních studií, které se nakonec staly mezinárodně známými. Muži byli sledováni v roce 1981 a první velká zpráva se objevila v roce 1963. Po patnácti letech sledování studie potvrdila výsledky větších studií, které dříve uváděly o prediktivní hodnotě srdečního záchvatu u několika rizikových faktorů: krevní tlak, hladinu cholesterolu v krvi a kouření cigaret. Mezitím, v polovině padesátých let, s vylepšenými metodami a designem, Keys přijal spolupracovníky výzkumných pracovníků v sedmi zemích, aby provedli první interkulturní srovnání rizika srdečního záchvatu u populací mužů, kteří se zabývají tradičními povoláními v kulturách kontrastujících ve stravě, zejména v podíl tukových kalorií různého složení, studie sedmi zemí, která je dnes stále pozorována. Dokonce ještě předtím, než začala studie, kritizovala její metody. Yerushalmy a Hilleboe poukázali na to, že Keys si pro studium vybral země, které by mu daly výsledky, které chtěl, a zároveň uvedli údaje ze šestnácti zemí, které by to neudělaly. Také poukázali na to, že Keys studoval spíše „slabé spojení“ než jakýkoli možný důkaz o příčině.
Studie ze sedmi zemích byla formálně zahájena v roce 1958 v Jugoslávii. Celkem bylo v sedmi zemích ve čtyřech regionech světa (USA, severní Evropa, jižní Evropa, Japonsko) zapsáno 12 763 mužů ve věku 40 až 59 let. Jedna kohorta byla ve Spojených státech, dvě kohorty ve Finsku, jedna v Nizozemsku, tři v Itálii, pět v Jugoslávii,dvě v Chorvatsku a tři v Srbsku, dvě v Řecku a dvě v Japonsku. Vstupní zkoušky byly provedeny v letech 1958 až 1964 s průměrnou mírou účasti 90 %, nejnižší v USA, se 75 % a nejvyšší v jedné japonské kohortě se 100 %. Keysova kniha Eat Well and Stay Well popularizovala doplňkovou myšlenku, že snížení množství nasycených tuků ve stravě by snížilo hladinu cholesterolu a riziko závažných onemocnění způsobených ateromem. Keys byl následován během 20. století dalšími pracemi, které opakovaně prokázaly souvislost mezi hladinou cholesterolu (a dalšími modifikovatelnými rizikovými faktory včetně kouření a nedostatku cvičení) a rizika srdečních onemocnění. To vedlo k přijetí lipidové hypotézy jako dogmatu většinou lékařské komunity.
Koncem osmdesátých let existovala rozsáhlá akademická prohlášení, že hypotéza lipidů byla prokázána bez jakýchkoli pochybností  nebo, jak jeden článek uvedl, „všeobecně uznávanou jako zákon“. 
V konsensu z roku 2017 Evropské společnosti pro aterosklerózu dospělo k závěru, že „důkazy z mnoha různých typů klinických a genetických studií jednoznačně dokazují, že LDL způsobuje ASCVD“.

## Uffe Ravnskov a THINCS
Uffe Ravnskov publikoval článek v roce 1992, který se zaměřil na četnost testovacích citací snižujících hladinu cholesterolu, uvedl, že studie, které podporovaly lipidovou hypotézu, byly citovány téměř šestkrát častěji než ty, které nebyly, a ačkoli u existoval podobný počet testů nepodporujících hypotézu, žádná z nich nebyla citována po roce 1970; některé z podpůrných recenzí rovněž vylučují a ignorují některé pokusy, které byly pro hypotézu méně příznivé.
Klíčová hypotéza o tom, že redukce nasycených tuků ve stravě sníží kardiovaskulární onemocnění, byla popsána Ravnskovem a Gary Taubesem jako „omyl“. Metaanalýza v roce 2014 zjistila, že „současné důkazy jasně nepodporují kardiovaskulární směrnice, které povzbuzují vysokou konzumaci polynenasycených mastných kyselin a nízkou spotřebu celkových nasycených tuků“. Tato metaanalýza byla nazvána „vážně zavádějící“ Walterem Willetem, předsedou oddělení výživy na Harvardu, který vysvětlil, že dokument obsahuje závažné chyby a opomenutí, především že potraviny používané na náhradu nasycených tuků byly jiné nezdravé potraviny, jako je rafinované cukry a škroby.
V roce 2016 Uffe Ravnskov, ředitel Mezinárodní sítě cholesterolu skeptiků (THINCS) a jeho kolegové zveřejnili systematický přehled, aby zjistili, jak je lipoprotein cholesterol s nízkou hustotou spojen s mortalitou u starších dospělých. Dospěli k závěru, že „vysoká hladina LDL-C je nepřímo spojena s úmrtností u většiny lidí nad 60 let“ a vzhledem k tomu, že „starší lidé s vysokým LDL-C žijí dlouhodobě nebo dlouhodobě než pacienti s nízkým LDL-C, což vyvolalo pochybnosti o platnosti tukové hypotézy“. Review bylo kritizováno z důvodu vyzobávání rozinek a zaujatosti. Devět z autorů je členy THINCS. Národní zdravotní služba konstatovala, že „přezkum prohledával pouze jednu databázi literatury, vyloučil studie dostupné pouze v neanglickém jazyce a vyloučil studie, u kterých se zdálo, že název a abstrakt neobsahují informace o vztahu mezi LDL a mortalitou u starších osob“. Několik lékařských odborníků reagovalo na přezkum tvrzením, že má řadu „vážných slabých míst“ a bylo v rozporu se silnými experimentálními údaji z klinických studií. Profesor Jeremy Pearson, Associate Medical Director společnosti British Heart Foundation uvedl, že „v tomto příspěvku není nic, co by podpořilo návrhy autorů, že studie, které zkoumaly, zpochybňují myšlenku, že LDL cholesterol je hlavní příčinou onemocnění srdce nebo že směrnice o snížení LDL u starších lidí potřebují přehodnocení.“

## Další biologické lipidové hypotézy

### Tuková hypotéza osteoporóz
„Tuková hypotéza osteoporózy“ předpokládá, že lipidy podílející se na vzniku srdečních onemocnění přispívají také k vzniku osteoporózy. Osteoporóza je charakterizována poklesem buněk kostní dřeně nebo osteoblasty a zvýšením tukových buněk nebo adipocytů. Tvorba osteoblastů z pre-osteoblastů je snížena oxidovanými lipidy a u myší krmených dietou s vysokým obsahem tuku. Pozorování z tohoto modelu naznačují, že oxidační produkty LDL mohou způsobit osteoporózu změnou vývojového osudu kostních buněk, což vede ke snížení počtu osteoblastů a zvýšeného počtu tukových buněk.

### Tuková hypotéza tolerance chladu
U rostlin a mikroorganismů byly změny v složení lipidů buněčných membrán spojeny s tolerancí vůči chladu. Zvýšená odolnost vůči působení za studena se zdá být způsobena zvýšeným množstvím desaturáz mastných kyselin produkovaných za studeného namáhání, které se v membráně transformují nasycenými na nenasycené mastné kyseliny. Tento efekt lze uměle reprodukovat v geneticky upravených rostlinách. Změny v membránové lipidové kompozici vedou k vyšší tekutosti membrány, čímž se udržuje membrána z „mrazu“ při nízkých teplotách. Tato „lipidová hypotéza studené tolerance“ je u zvířat méně podporována. U ovocných mušek se aklimatizace za studena neshoduje se sníženým množstvím nasycených mastných kyselin a nedávné genetické studie na nematodech naznačují, že mechanismy, které se podílejí na úpravě za studena u zvířat, se mohou lišit od mechanismů, které se vyskytují u rostlin a mikroorganismů.